# Clupisoma
Clupisoma és un gènere de peixos pertanyent a la família dels esquilbèids.

## Distribució geogràfica
Es troba a Àsia.

## Taxonomia
- Clupisoma bastari (Datta & Karmakar, 1980)[3]
- Clupisoma garua (Hamilton, 1822)[4]
- Clupisoma longianalis (Huang, 1981)[5]
- Clupisoma montana (Hora, 1937)[6]
- Clupisoma naziri (Mirza & Awan, 1973)[7]
- Clupisoma nujiangense (Chen, Ferraris & Yang, 2005)[8]
- Clupisoma prateri (Hora, 1937)[6]
- Clupisoma roosae (Ferraris, 2004)[9]
- Clupisoma sinensis (Huang, 1981)[5][10][11][12][13][14][15]